# Rubén Arosemena
Rubén Arosemena Valdés (Ciudad de Panamá, Panamá; 11 de abril de 1961) es un político, diplomático y abogado panameño. Ha sido diputado de la Asamblea Nacional y fue el segundo vicepresidente constitucional de la República de Panamá para el periodo 2004-2009. Además, fue ministro de la Presidencia y administrador de la Autoridad Marítima de Panamá durante ese período.

## Biografía

### Carrera profesional
Es socio de la firma RR Arosemena & Asociados y litigante en Illueca & Asociados. Es miembro de la Asociación Panameña de Ejecutivos de Empresas, del Colegio Nacional de Abogados, de la Asociación Bolivariana, de la Federación Internacional de Abogados y miembro honorario del Club Rotario.

### Carrera política
En la vida política, ha ocupado diversos cargos en el Partido Demócrata Cristiano (posteriormente renombrado como Partido Popular). Fue representante suplente del corregimiento de Bella Vista, legislador suplente del circuito 8-8 (1989-1994) y electo legislador durante tres períodos consecutivos (1994-2009). Fue Presidente de la Asamblea Nacional (2001-2002), Secretario General de la Asamblea Nacional, presidente de la comisión legislativa de Gobierno y Justicia y miembro de las comisiones de Medio Ambiente, Presupuesto, Relaciones Exteriores, Comercio e Industrias y Credenciales. 
Posteriormente, durante la presidencia de Martín Torrijos fue segundo vicepresidente de la República, administrador de la Autoridad Marítima de Panamá y Secretario General de la Red Operativa de Cooperación Regional de las Autoridades Marítimas.
Desde 2014 hasta 2019, durante el gobierno de Juan Carlos Varela, fue embajador y cónsul general de Panamá en Corea del Sur.